# Ich bin ein Star – Holt mich hier raus!/Staffel 7
Die siebte Staffel der deutschen Reality-Show Ich bin ein Star – Holt mich hier raus! wurde vom 11. bis 26. Januar 2013 ausgestrahlt.

## Ablauf und Hintergrund
Nach dem Tod des Moderators Dirk Bach Anfang Oktober 2012 war bis Ende November unklar, ob die Sendung fortgeführt werden würde; dann bestätigte RTL die Planung mit Daniel Hartwich und Sonja Zietlow als Moderatoren und wieder elf Teilnehmern. Neben der täglichen Fernsehsendung gab es am Vorabend auf dem Schwestersender RTL Nitro erstmals ein Fernsehmagazin mit dem Titel Ich bin ein Star – Holt mich hier raus! Das Magazin, das von Sunny Bansemer moderiert wurde. In diesem wurden die Geschehnisse mit ehemaligen Camp-Bewohnern diskutiert sowie per Direktschaltung Neuigkeiten aus Australien vermeldet.
Anders als in den ersten sechs Staffeln zogen sechs Personen schon einen Tag früher als die anderen ins Camp ein.
Am ersten Tag mussten die Bewohner das Lagerfeuer nur wenige Stunden nach Entfachung erstmals in der Geschichte der Show bis auf weiteres wieder löschen. Wegen hoher Waldbrandgefahr infolge der herrschenden Hitze hatte die örtliche Verwaltung offenes Feuer verboten. Die Bewohner bekamen als Ersatz einen Gaskocher. Wenige Tage später durfte das Feuer wieder entzündet werden.
Helmut Berger musste das Camp aufgrund seines Gesundheitszustands und der angekündigten Hitzewelle auf Anraten des medizinischen Betreuers Bob McCarron am 12. Januar verlassen. Als Ersatz zog noch in derselben Folge Klaus Baumgart ein. Zum ersten Mal gab es damit einen Nachrückkandidaten und insgesamt zwölf Teilnehmer.
Am 26. Januar wurde Joey Heindle mit 53,21 Prozent der Zuschauerstimmen zum Dschungelkönig 2013 gewählt.

## Teilnehmer

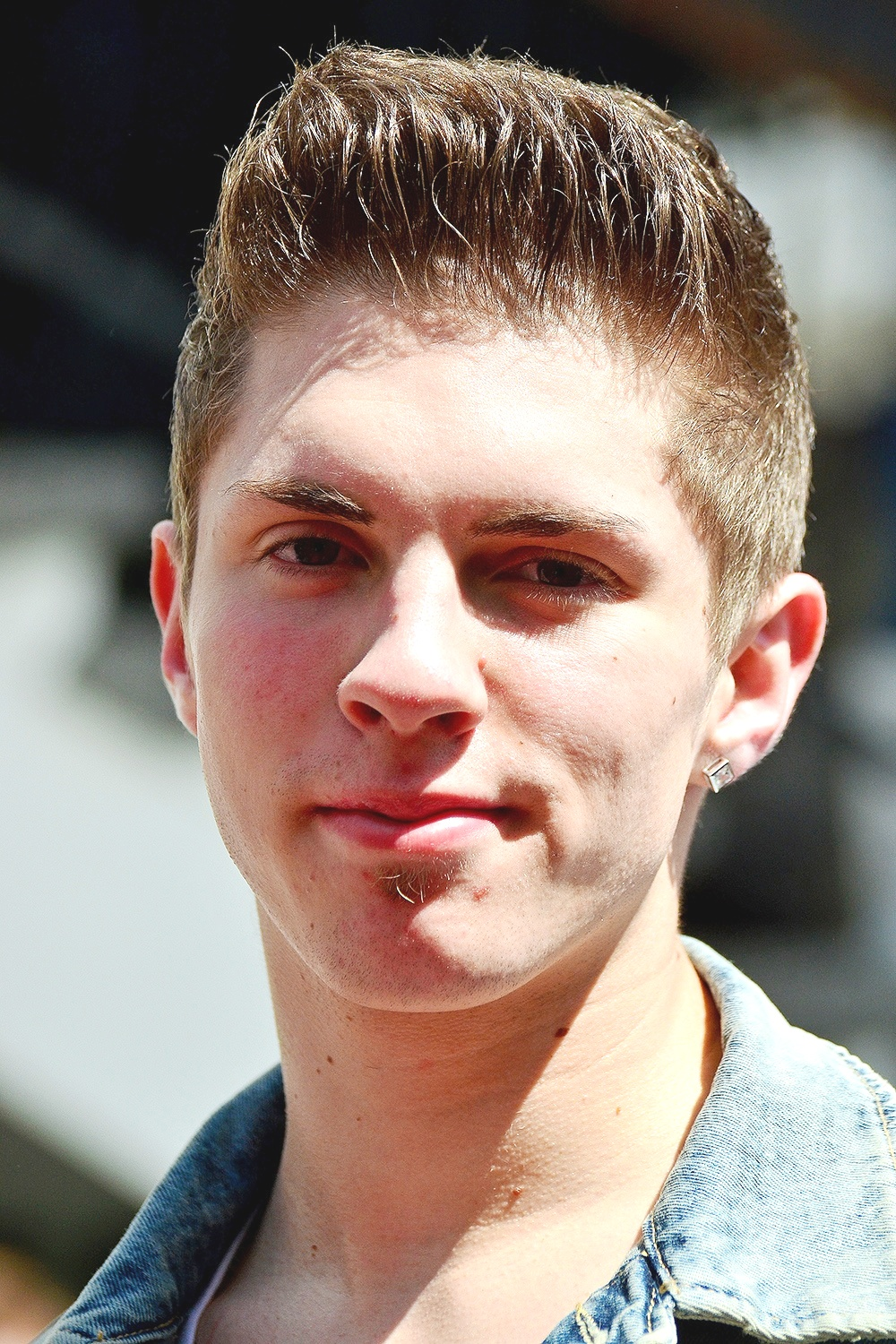
Joey Heindle: Dschungelkönig der siebten Staffel

| Platz | Teilnehmer        | Bekannt als                                                                                     |
| ----- | ----------------- | ----------------------------------------------------------------------------------------------- |
| 01    | Joey Heindle      | Sänger, Kandidat bei Deutschland sucht den Superstar                                            |
| 02    | Olivia Jones      | Travestiekünstler, Dragqueen, Besitzer von drei Lokalen auf der Reeperbahn in Hamburg           |
| 03    | Claudelle Deckert | Schauspielerin, Darstellerin bei Unter uns                                                      |
| 04    | Fiona Erdmann     | Fotomodel, Schauspielerin, Moderatorin, Kandidatin bei Germany’s Next Topmodel                  |
| 05    | Patrick Nuo       | Sänger, ehemaliges Jurymitglied bei Deutschland sucht den Superstar                             |
| 06    | Georgina Fleur    | Kandidatin bei Der Bachelor                                                                     |
| 07    | Iris Klein        | Mutter von Daniela Katzenberger, Reality-TV-Teilnehmerin (Big Brother)                          |
| 08    | Allegra Curtis    | Schauspielerin, Tochter von Tony Curtis und Christine Kaufmann                                  |
| 09    | Arno Funke        | Autor, Grafiker, DJ, bekannt als verurteilter Kaufhaus-Erpresser unter dem Pseudonym „Dagobert“ |
| 10    | Klaus Baumgart    | Mitglied des Schlagerduos Klaus und Klaus                                                       |
| 11    | Silva Gonzalez    | Sänger der Band Hot Banditoz, Schauspieler                                                      |
| 12 1  | Helmut Berger †   | Filmschauspieler, ehemaliger „schönster Mann der Welt“                                          |

## Abstimmungsergebnisse
| Abstimmungsergebnisse der siebten Staffel | Abstimmungsergebnisse der siebten Staffel | Abstimmungsergebnisse der siebten Staffel | Abstimmungsergebnisse der siebten Staffel | Abstimmungsergebnisse der siebten Staffel | Abstimmungsergebnisse der siebten Staffel | Abstimmungsergebnisse der siebten Staffel | Abstimmungsergebnisse der siebten Staffel | Abstimmungsergebnisse der siebten Staffel | Abstimmungsergebnisse der siebten Staffel | Abstimmungsergebnisse der siebten Staffel |
| Platz                                     | 18.01.2013                                | 19.01.2013                                | 20.01.2013                                | 21.01.2013                                | 22.01.2013                                | 23.01.2013                                | 24.01.2013                                | 25.01.2013                                | 26.01.2013 Vorfinale                      | 26.01.2013 Finale                         |
| ----------------------------------------- | ----------------------------------------- | ----------------------------------------- | ----------------------------------------- | ----------------------------------------- | ----------------------------------------- | ----------------------------------------- | ----------------------------------------- | ----------------------------------------- | ----------------------------------------- | ----------------------------------------- |
| 01                                        | Jones 38,79 %                             | Jones 38,84 %                             | Jones 42,15 %                             | Jones 36,14 %                             | Jones 33,55 %                             | Jones 29,13 %                             | Jones 40,79 %                             | Jones 37,02 %                             | Heindle 43,12 %                           | Heindle 53,21 %                           |
| 02                                        | Heindle 16,18 %                           | Heindle 14,67 %                           | Heindle 14,46 %                           | Heindle 16,68 %                           | Heindle 16,44 %                           | Erdmann 20,73 %                           | Heindle 20,45 %                           | Heindle 36,61 %                           | Jones 38,71 %                             | Jones 46,79 %                             |
| 03                                        | Bülowius 12,28 %                          | Deckert 12,35 %                           | Deckert 12,23 %                           | Deckert 11,40 %                           | Erdmann 15,65 %                           | Heindle 16,73 %                           | Deckert 16,62 %                           | Deckert 19,31 %                           | Deckert 18,17 %                           |                                           |
| 04                                        | Erdmann 7,31 %                            | Bülowius 10,21 %                          | Bülowius 7,55 %                           | Bülowius 9,82 %                           | Deckert 13,16 %                           | Nuo 14,51 %                               | Erdmann 11,73 %                           | Erdmann 7,06 %                            |                                           |                                           |
| 05                                        | Deckert 7,19 %                            | Erdmann 7,23 %                            | Erdmann 5,82 %                            | Erdmann 8,82 %                            | Bülowius 8,99 %                           | Deckert 10,92 %                           | Nuo 10,41 %                               |                                           |                                           |                                           |
| 06                                        | Nuo 6,08 %                                | Nuo 5,97 %                                | Nuo 5,26 %                                | Nuo 7,68 %                                | Nuo 6,81 %                                | Bülowius 7,98 %                           |                                           |                                           |                                           |                                           |
| 07                                        | Klein 4,25 %                              | Funke 3,92 %                              | Curtis 4,97 %                             | Klein 4,88 %                              | Klein 5,40 %                              |                                           |                                           |                                           |                                           |                                           |
| 08                                        | Curtis 2,51 %                             | Klein 3,06 %                              | Klein 4,01 %                              | Curtis 4,58 %                             |                                           |                                           |                                           |                                           |                                           |                                           |
| 09                                        | Funke 2,47 %                              | Curtis 2,31 %                             | Funke 3,55 %                              |                                           |                                           |                                           |                                           |                                           |                                           |                                           |
| 10                                        | Baumgart 1,63 %                           | Baumgart 1,44 %                           |                                           |                                           |                                           |                                           |                                           |                                           |                                           |                                           |
| 11                                        | Gonzalez 1,31 %                           |                                           |                                           |                                           |                                           |                                           |                                           |                                           |                                           |                                           |

| Abstimmungen „Wer muss zur nächsten Dschungelprüfung“ | Abstimmungen „Wer muss zur nächsten Dschungelprüfung“ | Abstimmungen „Wer muss zur nächsten Dschungelprüfung“ | Abstimmungen „Wer muss zur nächsten Dschungelprüfung“ |
| 11. Januar 2013 | 12. Januar 2013 | 13. Januar 2013 | 14. Januar 2013 |
| --- | --- | --- | --- |
| - Bülowius 23,74 % - Heindle 14,53 % - Jones 12,40 % - Erdmann 12,00 % - Gonzalez 11,04 % - Klein 10,05 % - Deckert 4,98 % - Nuo 4,12 % - Curtis 3,97 % - Funke 3,17 % - Berger gesperrt | - Bülowius 44,75 % - Gonzalez 12,97 % - Jones 11,16 % - Klein 9,46 % - Heindle 8,06 % - Nuo 5,62 % - Erdmann 5,40 % - Funke 2,58 % - Berger gesperrt - Curtis gesperrt - Deckert gesperrt | - Bülowius 33,22 % - Jones 16,17 % - Klein 9,75 % - Heindle 7,91 % - Gonzalez 7,71 % - Erdmann 5,59 % - Nuo 5,46 % - Curtis 5,15 % - Deckert 3,63 % - Funke 3,01 % - Baumgart 2,40 %  | - Bülowius 44,97 % - Jones 14,17 % - Klein 8,19 % - Heindle 5,36 % - Gonzalez 5,19 % - Curtis 5,04 % - Erdmann 4,79 % - Nuo 3,35 % - Deckert 3,28 % - Funke 3,27 % - Baumgart 2,39 % |
| 15. Januar 2013 | 16. Januar 2013 | 17. Januar 2013 | |
| - Bülowius 34,47 % - Curtis 8,88 % - Nuo 8,41 % - Klein 7,99 % - Jones 7,66 % - Heindle 7,48 % - Deckert 6,75 % - Gonzalez 6,68 % - Funke 6,41 % - Erdmann 5,27 % - Baumgart gesperrt    | - Bülowius 25,55 % - Heindle 12,30 % - Gonzalez 11,31 % - Klein 9,61 % - Funke 8,34 % - Jones 8,05 % - Curtis 7,66 % - Deckert 7,05 % - Erdmann 5,92 % - Nuo 4,21 % - Baumgart gesperrt   | - Bülowius 32,85 % - Curtis 22,25 % - Klein 12,03 % - Gonzalez 5,38 % - Jones 5,23 % - Erdmann 4,88 % - Heindle 4,31 % - Funke 4,01 % - Deckert 3,70 % - Baumgart 3,23 % - Nuo 2,13 % | |

## Dschungelprüfungen
Von den 152 Rationen bzw. Sterne erspielten die Kandidaten insgesamt 101 Rationen bzw. Sterne. Somit wurde 66,44 % aller Rationen bzw. Sterne erspielt.
| Dschungelprüfungen der siebten Staffel | Dschungelprüfungen der siebten Staffel                    | Dschungelprüfungen der siebten Staffel | Dschungelprüfungen der siebten Staffel |
| Datum                                  | Kandidat(en)                                              | Prüfung                                | Erspielte Rationen (Sterne) |
| -------------------------------------- | --------------------------------------------------------- | -------------------------------------- | --- |
| 11. Januar 2013                        | Fiona Erdmann Joey Heindle                                | „Dschungelhochzeit“                    | · (Erdmann , Heindle ) |
| 12. Januar 2013                        | Georgina Bülowius                                         | „Dschungelkloake“                      | · (Prüfung abgebrochen) |
| 13. Januar 2013                        | Georgina Bülowius Silva Gonzalez                          | „Feuchtgebiete“                        | Sternsymbol · Sternsymbol · Sternsymbol · Sternsymbol · Sternsymbol · Sternsymbol · Sternsymbol · Sternsymbol · Sternsymbol · Sternsymbol · Sternsymbol |
| 14. Januar 2013                        | Georgina Bülowius                                         | „Hamsterhölle“                         | Sternsymbol · Sternsymbol · Sternsymbol · Sternsymbol · Sternsymbol · Sternsymbol · Sternsymbol · Sternsymbol · Sternsymbol · Sternsymbol · Sternsymbol |
| 15. Januar 2013                        | Georgina Bülowius Olivia Jones                            | „Wahrheit oder Pflicht“                | · (Bülowius , Jones ) |
| 16. Januar 2013                        | Allegra Curtis Georgina Bülowius Patrick Nuo              | „Abgebrannt“                           | Sternsymbol · Sternsymbol · Sternsymbol · Sternsymbol · Sternsymbol · Sternsymbol · Sternsymbol · Sternsymbol · Sternsymbol · Sternsymbol · Sternsymbol |
| 17. Januar 2013                        | Georgina Bülowius                                         | „Fluchzeug“                            | Sternsymbol · Sternsymbol · Sternsymbol · Sternsymbol · Sternsymbol · Sternsymbol · Sternsymbol · Sternsymbol · Sternsymbol · Sternsymbol · Sternsymbol |
| 18. Januar 2013                        | Georgina Bülowius                                         | „11-Sterne-Hotel“                      | Sternsymbol · Sternsymbol · Sternsymbol · Sternsymbol · Sternsymbol · Sternsymbol · Sternsymbol · Sternsymbol · Sternsymbol · Sternsymbol · Sternsymbol |
| 19. Januar 2013                        | Claudelle Deckert                                         | „Vorzimmer zur Hölle“                  | Sternsymbol · Sternsymbol · Sternsymbol · Sternsymbol · Sternsymbol · Sternsymbol · Sternsymbol · Sternsymbol · Sternsymbol · Sternsymbol               |
| 20. Januar 2013                        | Joey Heindle                                              | „Dschungelkloake“                      | Sternsymbol · Sternsymbol · Sternsymbol · Sternsymbol · Sternsymbol · Sternsymbol · Sternsymbol · Sternsymbol · Sternsymbol                             |
| 21. Januar 2013                        | Iris Klein Patrick Nuo                                    | „Känguru des Grauens“                  | · (Klein , Nuo ) |
| 22. Januar 2013                        | Claudelle Deckert Fiona Erdmann                           | „Dschungelpizzeria“                    | · (Deckert , Erdmann ) |
| 23. Januar 2013                        | Patrick Nuo                                               | „Außer Atem“                           | Sternsymbol · Sternsymbol · Sternsymbol · Sternsymbol · Sternsymbol · Sternsymbol                                                                       |
| 24. Januar 2013                        | Claudelle Deckert Fiona Erdmann                           | „Stars vor dem Abgrund“                | Sternsymbol · Sternsymbol · Sternsymbol · Sternsymbol · Sternsymbol                                                                                     |
| 25. Januar 2013                        | Claudelle Deckert Fiona Erdmann Joey Heindle Olivia Jones | „Hängepartie“                          | · (Deckert , Erdmann , Heindle , Jones ) |
| 26. Januar 2013                        | Claudelle Deckert                                         | „Nervenstärke“                         | Sternsymbol · Sternsymbol · Sternsymbol · Sternsymbol · Sternsymbol                                                                                     |
| 26. Januar 2013                        | Joey Heindle                                              | „Überwindung“                          | Sternsymbol · Sternsymbol · Sternsymbol · Sternsymbol · Sternsymbol                                                                                     |
| 26. Januar 2013                        | Olivia Jones                                              | „Grenzerfahrung“                       | Sternsymbol · Sternsymbol · Sternsymbol · Sternsymbol · Sternsymbol                                                                                     |

## Einschaltquoten
Die siebte Staffel wurde im Durchschnitt von 7,35 Millionen Zuschauern verfolgt, was einem Marktanteil von 29,3 Prozent entspricht. In der werberelevanten Zielgruppe der 14- bis 49-Jährigen wurde ein durchschnittlicher Marktanteil von 41,2 Prozent bei 4,40 Millionen Menschen erreicht.
In der Zielgruppe der 14- bis 49-Jährigen wurde mit 43,1 Prozent Marktanteil in Folge 4 der Spitzenwert der 6. Staffel überholt und mit 49,4 Prozent im Finale (Folge 16) der Staffelrekord aufgestellt.
| Quoten der siebten Staffel                             | Quoten der siebten Staffel | Quoten der siebten Staffel | Quoten der siebten Staffel | Quoten der siebten Staffel       | Quoten der siebten Staffel     |
| Folge                                                  | Erstausstrahlung           | Zuschauerzahl ab 3 Jahren  | Marktanteil ab 3 Jahren    | Zuschauerzahl 14- bis 49-Jährige | Marktanteil 14- bis 49-Jährige |
| ------------------------------------------------------ | -------------------------- | -------------------------- | -------------------------- | -------------------------------- | ------------------------------ |
| Folgen mit Abstimmung „Wer muss zur Dschungelprüfung?“ |                            |                            |                            |                                  |                                |
| Folge 1                                                | Fr, 11. Januar 2013        | 7,77 Mio.                  | 27,7 %                     | 4,58 Mio.                        | 39,8 %                         |
| Folge 2                                                | Sa, 12. Januar 2013        | 6,49 Mio.                  | 22,9 %                     | 4,21 Mio.                        | 36,5 %                         |
| Folge 3                                                | So, 13. Januar 2013        | 6,34 Mio.                  | 22,6 %                     | 4,09 Mio.                        | 33,4 %                         |
| Folge 4                                                | Mo, 14. Januar 2013        | 7,45 Mio.                  | 31,0 %                     | 4,37 Mio.                        | 43,1 %                         |
| Folge 5                                                | Di, 15. Januar 2013        | 7,14 Mio.                  | 33,6 %                     | 4,32 Mio.                        | 46,7 %                         |
| Folge 6                                                | Mi, 16. Januar 2013        | 7,21 Mio.                  | 29,8 %                     | 4,35 Mio.                        | 42,4 %                         |
| Folge 7                                                | Do, 17. Januar 2013        | 6,47 Mio.                  | 27,6 %                     | 3,81 Mio.                        | 38,3 %                         |
| Folgen mit Abstimmung „Wer soll im Camp bleiben?“      |                            |                            |                            |                                  |                                |
| Folge 8                                                | Fr, 18. Januar 2013        | 7,47 Mio.                  | 30,5 %                     | 4,34 Mio.                        | 41,4 %                         |
| Folge 9                                                | Sa, 19. Januar 2013        | 7,97 Mio.                  | 30,7 %                     | 4,95 Mio.                        | 44,3 %                         |
| Folge 10                                               | So, 20. Januar 2013        | 6,62 Mio.                  | 27,0 %                     | 4,25 Mio.                        | 40,1 %                         |
| Folge 11                                               | Mo, 21. Januar 2013        | 7,70 Mio.                  | 31,6 %                     | 4,53 Mio.                        | 44,1 %                         |
| Folge 12                                               | Di, 22. Januar 2013        | 6,74 Mio.                  | 32,3 %                     | 4,01 Mio.                        | 45,1 %                         |
| Folge 13                                               | Mi, 23. Januar 2013        | 7,47 Mio.                  | 31,1 %                     | 4,54 Mio.                        | 44,8 %                         |
| Folge 14                                               | Do, 24. Januar 2013        | 6,88 Mio.                  | 29,5 %                     | 3,87 Mio.                        | 40,3 %                         |
| Folge 15                                               | Fr, 25. Januar 2013        | 7,64 Mio.                  | 25,2 %                     | 4,09 Mio.                        | 35,4 %                         |
| Finale                                                 |                            |                            |                            |                                  |                                |
| Folge 16                                               | Sa, 26. Januar 2013        | 8,76 Mio.                  | 34,6 %                     | 5,30 Mio.                        | 49,4 %                         |
| Das große Wiedersehen                                  |                            |                            |                            |                                  |                                |
| —                                                      | So, 27. Januar 2013        | 5,64 Mio.                  | 15,2 %                     | 3,59 Mio.                        | 23,9 %                         |

## Zusätzliche Sendungen im TV
- 14. bis 25. Januar 2013: Ich bin ein Star – Holt mich hier raus! Das Magazin mit Sunny Bansemer (RTL Nitro)
- 27. Januar 2013: Ich bin ein Star – Holt mich hier raus! – Das große Wiedersehen mit Sonja Zietlow und Daniel Hartwich (RTL)